# JCG GBAD
JCG GBAD (англ. Join Capability Group Ground Base Air Defence) — Міжвидова група з розвитку спроможностей наземної протиповітряної оборони, є одною з груп 2-го рівня у складі NAAG (Групи НАТО з питань озброєнь сухопутних військ, AC/225) CNAD (Конференції національних директорів озброєнь).
Попередня назва JCG GBAD — група LCG/4 з питань протиповітряної оборони наземного базування. У 2020 р. перейменована на JCG SBAMD (англ. Join Capability Group Surface Base Air and Missile Defence) — Міжвидова група з розвитку спроможностей поверхневої протиповітряної та протиракетної оборони.

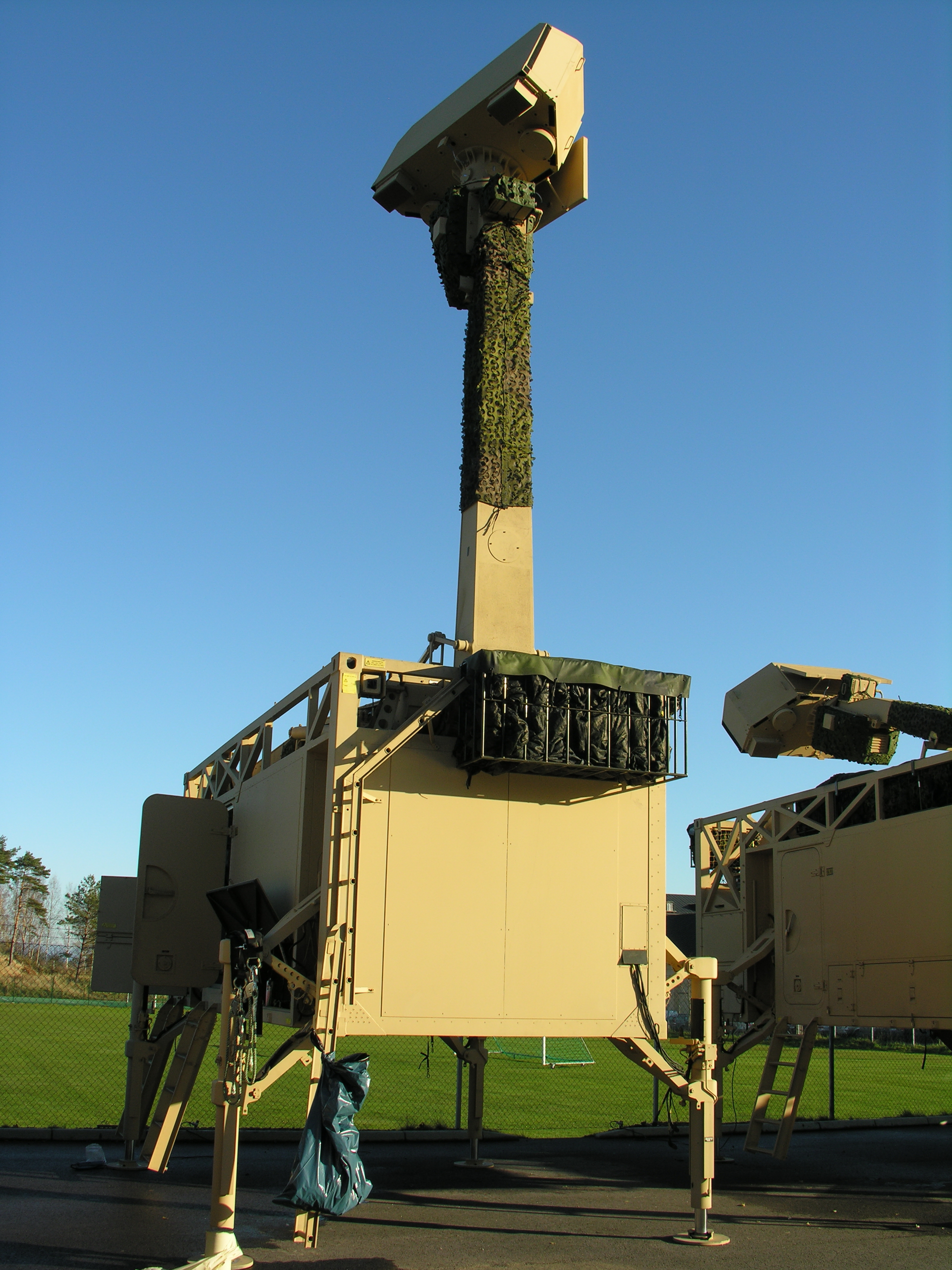
РЛС GIRAFFE AMB, що демонструвалася на засіданні групи LCG/4 з питань ППО, листопад 2008 р. (м. Хальмстад, Швеція)

Місією JCG GBAD є сприяння багатонаціональному співробітництву держав-членів НАТО та країн-партнерів щодо забезпечення взаємосумісності систем наземної протиповітряної оборони в інтересах підвищення ефективності сил НАТО в усьому спектрі поточних та майбутніх операцій Альянсу.
JCG GBAD взаємодіє з іншими групами 2-го рівня NAAG, бере участь у процесі оборонного планування НАТО (NDPP).
Пленарні засідання JCG GBAD проводяться двічі на рік.

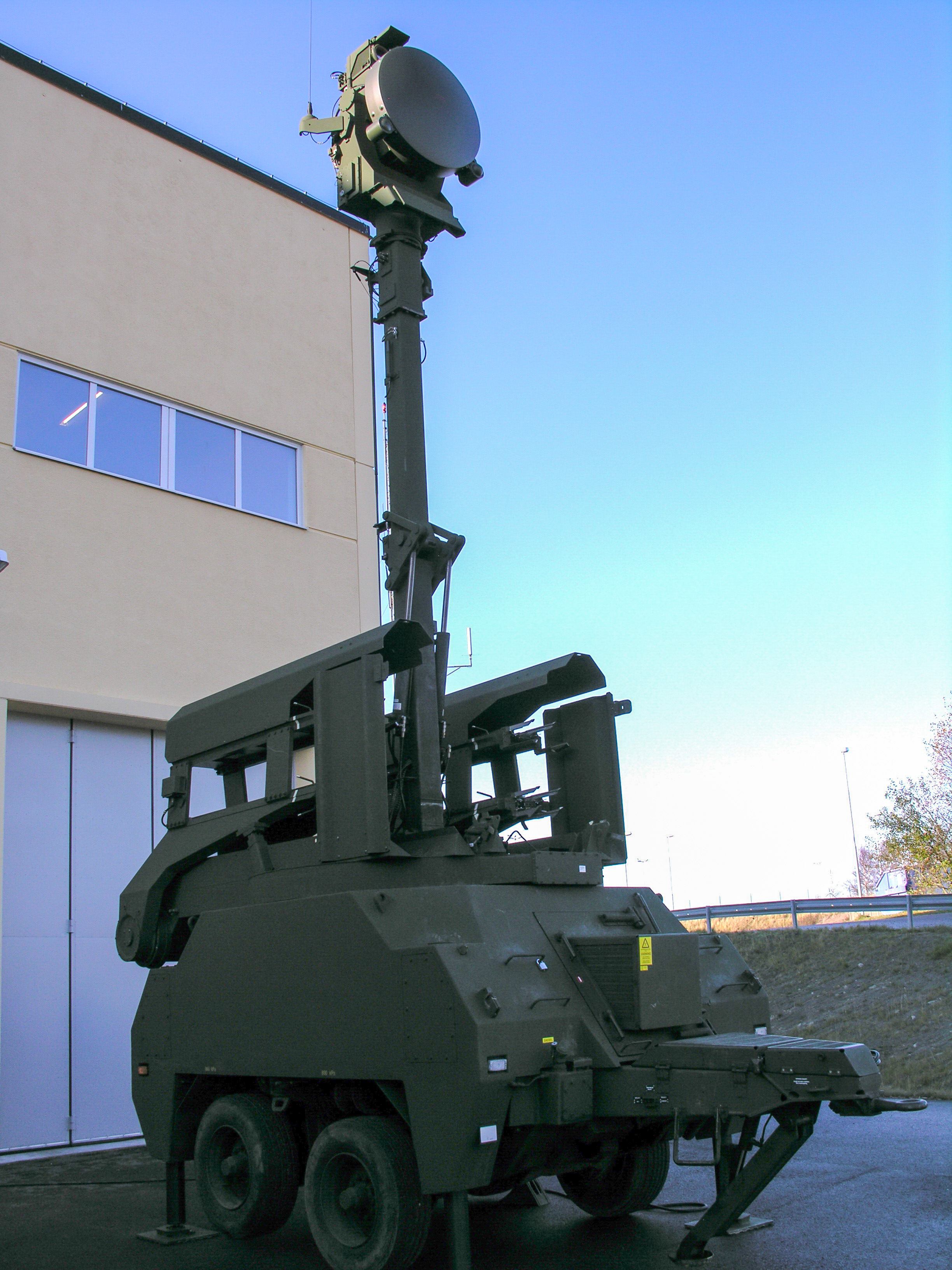
RBS 23 BAMSE, що демонструвався на засіданні групи LCG/4 з питань ППО, листопад 2008 р. (м. Хальмстад, Швеція)

## Структура та діяльність JCG GBAD
У складі JCG GBAD існує мережа підгруп 3-го рівня, команд експертів (англ. Team of Experts, ToE) та робочих груп, які діють на постійній основі.
Відповідні експертні спільноти, з урахуванням отриманого Альянсом досвіду, аналізують, уточнюють, розробляють і поновлюють доктринальні та технічні стандарти НАТО у сфері протиповітряної оборони, сприяють реалізації багатонаціональних проектів і міжнародній кооперації при вирішенні проблемних питань, зокрема, комбінованої протиповітряної оборони.
Серед стандартів, за які відповідає JCG GBAD, слід вказати:
- STANAG 4312 «Взаємосумісність систем розвідки, командування та управління нижнього рівня ППО наземного базування» (англ. Interoperability of low-level ground-based air defence surveillance, command and control systems);
- STANAG 2619/ATP-86(A) Ed.1 «NATO GBAD Operations using JREAP-C (Joint Range Extension Application Protocol, Appendix С) and Link 16».

### Структури 3-го рівня JCG GBAD
- Підгрупа з питань управління, зв'язку, комп'ютеризації та розвідки ППО (англ. JCG GBAD C4I Sub-Group, C4I SG);
- Команда експертів з протидії новітнім повітряним цілям (Counter Emerging Air Threats, C-EAT ToE).